# (100373) 1995 UV69
(100373) 1995 UV69 es un asteroide perteneciente al cinturón de asteroides, descubierto el 19 de octubre de 1995 por el equipo del Spacewatch desde el Observatorio Nacional de Kitt Peak, Arizona, Estados Unidos.

## Designación y nombre
Designado provisionalmente como 1995 UV69.

## Características orbitales
1995 UV69 está situado a una distancia media del Sol de 2,278 ua, pudiendo alejarse hasta 2,502 ua y acercarse hasta 2,054 ua. Su excentricidad es 0,098 y la inclinación orbital 5,719 grados. Emplea 1255 días en completar una órbita alrededor del Sol.

## Características físicas
La magnitud absoluta de 1995 UV69 es 16,8.